# Президентські вибори у США 1936
Президентські вибори в США 1936 року проходили 3 листопада під час Великої депресії. Президент-демократ Франклін Рузвельт ще просував свою політику Нового курсу через Конгрес і суди. Проте він вже ввів систему соціального страхування та допомогу з безробіття, які стали дуже популярні. Кандидатом від Республіканської партії був поміркований політик, губернатор Канзасу Альф Лендон, який центральним пунктом своєї передвиборчої програми вимагав скасування програми соціального страхування. Рузвельт переміг із великою перевагою, отримавши 523 голоси виборників з 531 можливих. Уперше з 1850-х років, коли в політиці США встановилася двопартійна система, один з претендентів переміг з такою великим перевагою.

## Вибори

На виборах 1936 року Франклін Рузвельт отримав загальну підтримку й знову став президентом США.

### Результати
| Кандидат          | Партія                 | Виборці    | Виборці | Виборники |
| Кандидат          | Партія                 | Кількість  | %       | Виборники |
| ----------------- | ---------------------- | ---------- | ------- | --------- |
| Франклін Рузвельт | Демократична партія    | 27 752 648 | 60,8 %  | 523       |
| Альф Лендон       | Республіканська партія | 16 681 862 | 36,5 %  | 8         |
| Вільям Лемке      | Юніоністська партія    | 892 378    | 2,0 %   | 0         |
| Норман Томас      | Соціалістична партія   | 187 910    | 0,4 %   | 0         |
| Ерл Броудер       | Комуністична партія    | 79 315     | 0,2 %   | 0         |
| інші              |                        |            |         |           |
| 53 586            | 0,1 %                  | 0          |         |           |
| Усього            | Усього                 | 45 647 699 | 100 %   | 531       |